# Lijst van zoetwatervissen in de Benelux

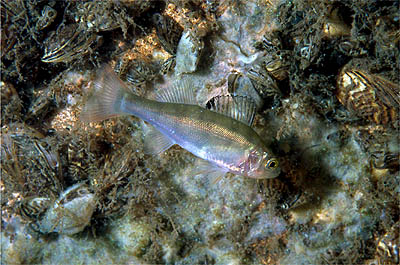
Kleine baars

Deze vissen komen in het zoetwater in de Benelux voor. Het zijn naast soorten die hier thuis horen ook exoten.

## Lijst van vissen
| Alver                     | Alburnus alburnus           |    | Rp |
| Amerikaanse dikkop-elrits | Pimephales promelas         | %  |    |
| Amerikaanse hondsvis      | Umbra pygmaea               | %  | Li |
| Atlantische steur         | Acipenser sturio            | #  | Rz |
| Baars                     | Perca fluviatilis           | #  | Eu |
| Barbeel                   | Barbus barbus               |    | Ro |
| Beekforel                 | Salmo trutta fario          | #  | Ro |
| Beekprik                  | Lampetra planeri            | #  | Ro |
| Bermpje                   | Barbatula barbatulus        |    | Ro |
| Bittervoorn               | Rhodeus sericeus            | #  | Eu |
| Blankvoorn                | Leuciscus rutilus           |    | Eu |
| Blauwband                 | Pseudorasbora parva         | %  | Rp |
| Blauwneus                 | Vimba vimba                 |    | Ro |
| Bot                       | Platichthys flesus          |    | Rz |
| Brasem                    | Abramis brama               |    | Eu |
| Bronforel                 | Salvelinus fontinalis       | %  | Ro |
| Bruine dwergmeerval       | Ameiurus nebulosus          | %  | Rp |
| Diklipharder              | Chelon labrosus             |    | Rz |
| Donaubrasem               | Abramis sapa                | %  |    |
| Driedoornige stekelbaars  | Gasterosteus aculeatus      |    | Rz |
| Dunlipharder              | Liza ramada                 |    | Rz |
| Elft                      | Alosa alosa                 | #  | Rz |
| Elrits                    | Phoxinus phoxinus           | #  | Ro |
| Europese meerval          | Silurus glanis              | #  | Eu |
| Europese zalm             | Salmo salar                 | #  | Rz |
| Fint                      | Alosa fallax                | #  | Rz |
| Gestippelde alver         | Alburnus bipunctatus        | #  | Ro |
| Giebel                    | Carassius auratus gibelio   | #  | Li |
| Graskarper                | Ctenopharyngodon idellia    | %  | Li |
| Grootkopkarper            | Aristichthys nobilis        | %  |    |
| Grote modderkruiper       | Misgurnus fossilis          | #  | Li |
| Gup                       | Lebistes reticulatus        | %  | Li |
| Houting                   | Coregonus oxyrinchus        | #  | Rz |
| Karper                    | Cyprinus carpio             | #  | Li |
| Kesslers grondel          | Neogobius kessleri          | %  | Rp |
| Kleine modderkruiper      | Cobitis taenia              |    | Li |
| Kolblei                   | Blicca bjoerkna             |    | Eu |
| Kopvoorn                  | Leuciscus cephalus          | #  | Ro |
| Kroeskarper               | Carassius carassius         | #  | Li |
| Kwabaal                   | Lota lota                   | #  | Rp |
| Marmergrondel             | Proterorhinus marmoratus    | %  |    |
| Paling                    | Anguilla anguilla           |    | Eu |
| Pontische stroomgrondel   | Neogobius fluviatilis       | %  |    |
| Pos                       | Gymnocephalus cernuus       |    | Eu |
| Regenboogforel            | Oncorhynchus mykiss         | %  | Ro |
| Rivierdonderpad           | Cottus gobio                | #  | Ro |
| Riviergrondel             | Gobio gobio                 |    | Rp |
| Rivierprik                | Lampetra fluviatilis        | #  | Rz |
| Roofblei                  | Aspius aspius               | %  | Rp |
| Ruisvoorn                 | Rutilus erythrophthalmus    | #  | Li |
| Serpeling                 | Leuciscus leuciscus         |    | Ro |
| Sneep                     | Chondrostoma nasus          | #  | Ro |
| Snoek                     | Esox lucius                 |    | Li |
| Snoekbaars                | Stizostedion lucioperca     | %  | Eu |
| Spiering                  | Osmerus eperlanus           | #  | Rz |
| Tiendoornige stekelbaars  | Pungitius pungitius         |    | Li |
| Vetje                     | Leucaspius delineatus       | #  | Li |
| Vlagzalm                  | Thymallus thymallus         | #  | Ro |
| Winde                     | Leuciscus idus              | #  | Rp |
| Witvingrondel             | Romanogobio belingii        | #? | Rp |
| Zeeforel                  | Salmo trutta trutta         |    | Rz |
| Zeelt                     | Tinca tinca                 |    | Li |
| Zeeprik                   | Petromyzon marinus          | #  | Rz |
| Zilverkarper              | Hypophthalmichthys molitrix | %  |    |
| Zonnebaars                | Lepomis gibbosus            | %  | Rp |
| Zwartbekgrondel           | Neogobius melanostomus      | %  |    |
| Zwarte dwergmeerval       | Ameiurus melas              | %  | Rp |

### Legenda
- De vissen die op de Rode lijst staan zijn met een "#" gemerkt.
- De exoten staan met een "%" afgebeeld.

## In Nederland veelgebruikte indeling voor zoetwatervissen
Visserij-onderzoekers in Nederland hanteren vaak een systeem dat min of meer is afgeleid van het zone-systeem. Het grote voordeel van dit systeem is dat iedere vis uniek gekarakteriseerd wordt.

### Eurytope soorten (Eu)
Dit begrip betekent hetzelfde als euryoek (Oudgrieks: εὐρύς (eurús) = wijd; οἶκος (oîkos) = huis; τόπος (tópos) = plaats) Eurytope vissoorten komen voor over een breed traject van milieugradiënten. Alle stadia van deze vissoorten komen zowel in stilstaand als stromend water voor. Tot deze groep behoren de meest voorkomende soorten.

### Limnofiele soorten (Li)
(Oudgrieks: λίμνη (límnē) = poel, stilstaand water; φιλεῖν (philein) = beminnen) Dit zijn soorten waarbij alle levensstadia gebonden zijn aan stilstaand water met een rijke begroeiing Deze soorten zijn voornamelijk de begeleidende soorten van de brasemzone, behalve de snoek die ook in klein stromend water voorkomt, mits daar ook planten of andere mogelijkheden voor schuilgelegenheid is.

### Obligaat reofiele soorten (Ro)
Reofiel betekent stroomminnend (Oudgrieks: ῥέειν (rhéein) = stromen). Alle levensstadia zijn gebonden aan stromend water, verbinding met zee niet noodzakelijk. Hier treffen we beekforel, vlagzalm en barbeel aan, de kensoorten van de bijbehorende zones met stromend water en de begeleidende soorten waarvan er ook een drietal (kopvoorn, barbeel en sneep) weleens afdalen in de lagere stroomgebieden van de rivier die tot de brasemzone behoren.

### Partieel reofiele soorten (Rp)
Sommige levensstadia zijn gebonden aan stromend water. Dit water moet dus in verbinding staan met beek of rivier. Deze vissoorten zoeken in de paaitijd stromend water op, maar verblijven als volwassen vis veelal in stilstaand water. Overigens kunnen zonnebaars, kwabaal en de dwergmeervallen zich ook voortplanten in stilstaand water.

### Reofiel zoet – zout (Rz)
Dit zijn stroomminnende soorten die van zout naar zoet trekken om te paaien, dit zijn de anadrome soorten zoals zalm, zeeforel, steur en houting. Daarentegen zijn er de katadrome soorten als paling en bot die van zoet naar zout trekken om te paaien (Oudgrieks: ἀνά (aná) = naar boven; κατά (katá) = naar beneden; δραμεῖν (drameîn) = rennen)